# Euryopis campestrata
Euryopis campestrata är en spindelart som beskrevs av Simon 1907. Euryopis campestrata ingår i släktet Euryopis och familjen klotspindlar.
Artens utbredningsområde är Egypten. Inga underarter finns listade i Catalogue of Life.